# Alda Heaton Wilson
Alda Heaton Wilson (Harper, 20 de septiembre de 1873- Chicago, 25 de julio de 1960) fue arquitecta e ingeniera civil de Iowa. Ella y su hermana Elmina fueron las primeras mujeres estadounidenses en ejercer la ingeniería civil después de obtener un título de cuatro años. Trabajó como arquitecta independiente en Illinois, Iowa y Missouri antes de mudarse a Nueva York y trabajar allí durante más de una década.
Fue la primera mujer supervisora del departamento de redacción de mujeres de la Comisión de Carreteras de Iowa. En su carrera posterior, redujo sus obras arquitectónicas, convirtiéndose en la secretaria, compañera de casa y compañera de viaje de Carrie Chapman Catt.

## Primeros años
En 1894, Alda se graduó con una licenciatura en ingeniería civil de la Universidad Estatal de Iowa (ISU), simultáneamente con la graduación de Elmina, con una maestría en el mismo campo.  Ambas hermanas eran miembros de la fraternidad de mujeres Pi Beta Phi y firmes partidarias de la educación de las mujeres  y del sufragio.

## Carrera
Entre 1895 y 1897, Alda trabajó para varios estudios de arquitectura en Chicago. Luego realizó estudios de posgrado en el Instituto de Tecnología de Massachusetts entre 1897 y 1898, regresando posteriormente para trabajar en Chicago, con varias firmas de diseño y más tarde en Kansas City y Ames, Iowa hasta 1903.  Una de las firmas donde trabajó Alda Patton & Miller, fue conocida por construir bibliotecas Carnegie en todo Estados Unidos.  Ese año, ella y su hermana Elmina se tomaron un año sabático para estudiar ingeniería y diseños arquitectónicos en Europa. A su regreso a los estados en 1904,  Alma trabajó como arquitecta independiente para varias firmas prominentes en la ciudad de Nueva York.
En 1908, las hermanas regresaron a Europa y pasaron seis meses estudiando arquitectura en España y Francia. En 1913 planearon otro viaje, para estudiar durante ocho meses en Alemania, Italia y Sicilia.  En 1915, las hermanas trabajaron conjuntamente en dibujos arquitectónicos y de ingeniería para Teachers Cottage, también conocida como Helmich House, en Gatlinburg, Tennessee, en la Arrowmont School of Arts and Crafts.
También estuvieron involucradas con el Manhattan Woman's Suffrage Club, en el cual Elmina se desempeñó como presidenta, entrando en contacto con líderes nacionales como Susan B. Anthony, Carrie Chapman Catt y Eleanor Roosevelt. Debido a sus vínculos con Iowa y su participación en el sufragio, las hermanas Wilson se hicieron amigas personales de Catt. 
En 1918, Elmira murió y Alda regresó a Iowa, donde comenzó a trabajar como jefa del departamento de redacción de mujeres de la Comisión de Carreteras de Iowa en 1919. El departamento se creó porque el Departamento de Carreteras tuvo problemas para encontrar hombres calificados después Primera Guerra Mundial, e ideó una unidad de mujeres redactoras para llenar el vacío. Durante este tiempo, también continuó con diseños independientes.  Alda dejó la Comisión en 1921  y cada vez pasaba más tiempo viajando con Catt, reduciendo su propio trabajo arquitectónico.  En 1928, después de la muerte de la compañera de Catt, Mary "Molly" Garrett Hay, Wilson se mudó con Catt para ayudarla y, finalmente, se convirtió en compañera de casa permanente y en secretaria de Catt.  Después de la muerte de Catt, Wilson, quien se desempeñó como albacea de Catt, donó seis álbumes que, como secretaria de Catt, había compilado de fotografías y materiales sobre sufragio internacional al Bryn Mawr College  y otro conjunto de sus archivos a la Biblioteca del Congreso.

## Proyectos
En 1909, Alda y Elmina trabajaron juntas en el diseño de una residencia para WJ Freed y su hija Kittie. La casa era una cabaña de seis habitaciones ubicada en Story Street (rebautizada como 5th Street en 1910) en Ames.

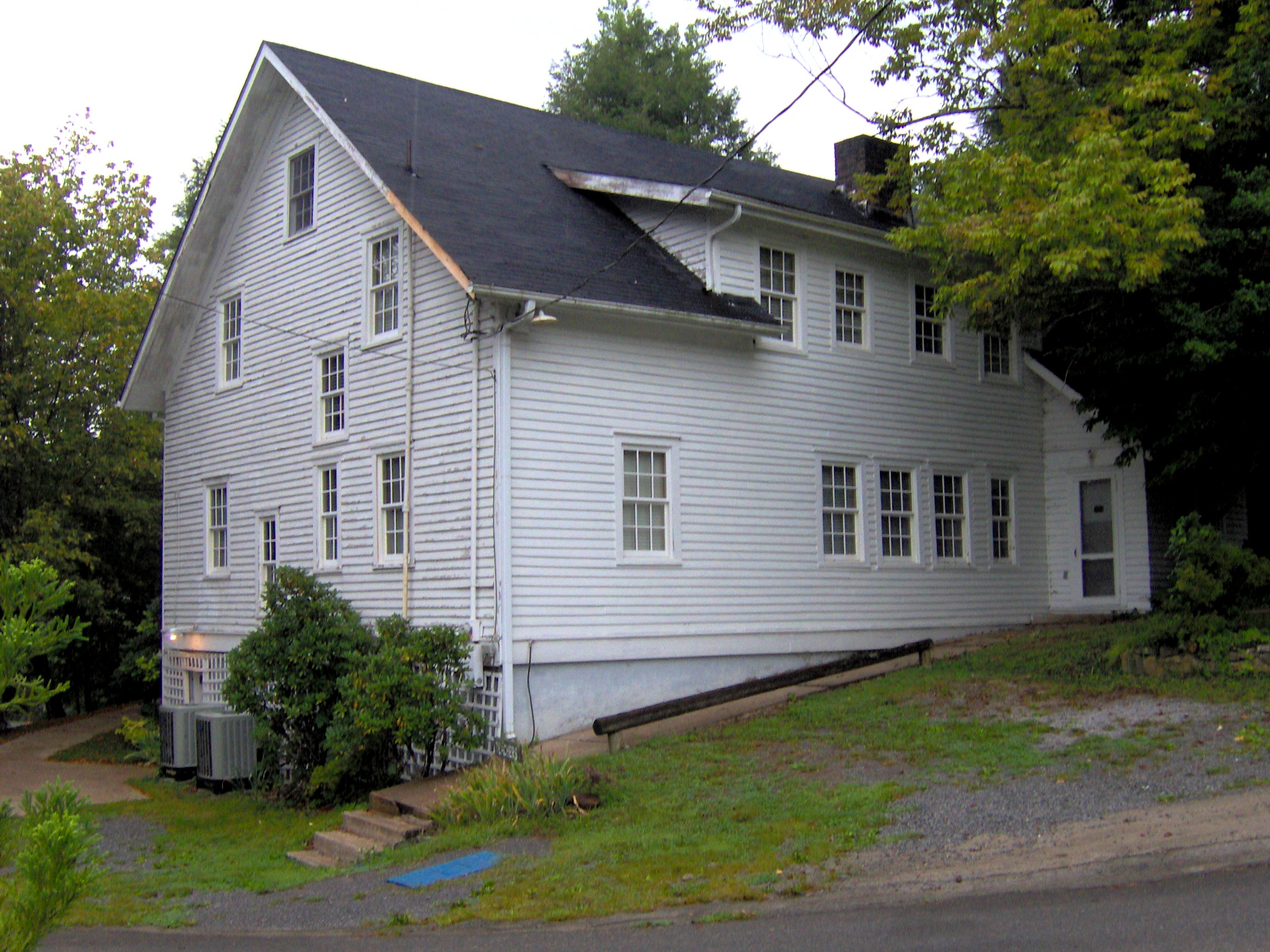
Casa Helmich, Escuela Arrowmont

Helmich House fue diseñada en 1915 y fue la primera vivienda conocida diseñada por un arquitecto en Gatlinburg, Tennessee. Formaba parte del campus de Arrowmont School, un proyecto promovido por Phi Beta Phi como un programa tipo casa de asentamiento basado en el modelo de las escuelas agrícolas en boga en la Era Progresista. La residencia de 10 habitaciones, construida en 1916  para proporcionar alojamiento para los maestros que se contrataban para trabajar en la escuela, tenía comodidades modernas, incluido el primer horno en Gatlinburg y agua corriente. El exterior estaba revestido con un revestimiento de tablas de intemperie con buhardillas de cobertizo en las fachadas norte y trasera, cubiertas por un techo de tejas de asfalto a dos aguas. En 2007, la residencia del maestro se colocó en el Registro Nacional de Lugares Históricos como parte del Distrito Histórico de Alcance Comunitario de la Escuela de Asentamiento del Condado de Sevier, Tennessee.